# Enfield (Nowy Jork)
Enfield – miasto w Stanach Zjednoczonych, w stanie Nowy Jork, w hrabstwie Tompkins.